# Orthosia fasciata
Orthosia fasciata là một loài bướm đêm trong họ Noctuidae.